# Татевосов, Сергей Георгиевич
Серге́й Гео́ргиевич Татево́сов (род. 14 декабря 1968 года) — российский лингвист, доктор филологических наук, специалист по лингвистической типологии, морфологии, семантике, кавказским, тюркским и уральским языкам. С 2017 года — заведующий кафедрой теоретической и прикладной лингвистики филологического факультета МГУ.

## Биография
В 1989—1993 годах учился на Отделении структурной и прикладной лингвистики филологического факультета МГУ; получил диплом с отличием. Начиная с 1990 года принимал участие в лингвистических экспедициях ОСиПЛа в Дагестан, в том числе по изучению мегебского (село Мегеб), ицаринского (село Ицари), аварского (село Согратль), годоберинского (село Годобери), багвалинского (село Кванада), цахурского (село Мишлеш) и других языков.
В 1993—1997 годах учился в аспирантуре филологического факультета МГУ. В 1997 году защитил кандидатскую диссертацию «Типологические проблемы квантификации в естественном языке (на материале кванторных слов со значением всеобщности)» (руководитель А. Е. Кибрик). В 1999 году диссертация была отмечена премией за лучшую диссертацию по типологии (ныне известна как «Премия Гринберга»), вручаемой Ассоциацией лингвистической типологии.
С января 1997 года — сотрудник кафедры теоретической и прикладной лингвистики филологического факультета. В разные годы читал курсы «Морфология современного русского языка», «Введение в формальную семантику», «Формальные подходы к синтаксису и семантике русского языка» и другие. С 2014 года преподает также в Высшей школе экономики.
С 1999 года — один из руководителей экспедициями кафедры теоретической и прикладной лингвистики, в том числе по изучению ряда тюркских (татарского, чувашского, карачаево-балкарского, алтайского), уральских (ненецкого) и иранских (осетинского) языков. Автор разделов коллективных монографий, посвящённых описанию годоберинского, багвалинского, цахурского, карачаево-балкарского, алтайского и других языков.
13 октября 2010 года на филологическом факультете МГУ защитил докторскую диссертацию на тему «Акциональность в лексике и грамматике». В 2015 и 2016 годах опубликовал двухтомный труд по теории и типологии акциональности.
В апреле 2017 года утверждён в должности заведующего кафедрой теоретической и прикладной лингвистики.
В марте 2018 года присвоено звание «профессор РАН».

## Основные публикации

### Монографии
- Kibrik A. (ed.). Godoberi. Lincom Europa, 1996. — ряд разделов
- Кибрик А. Е., Тестелец Я. Г. (ред.) Элементы цахурского языка в типологическом освещении. М.: Наследие, 1999. — ряд разделов
- Кибрик А. Е. и др. (ред.) Багвалинский язык. Грамматика. Тексты. Словари. М.: Наследие, 2001. — ряд разделов
- Семантика составляющих именной группы: кванторные слова. М.: Наследие, 2002. — 240 с.
- Автоматический синтаксический анализ и грамматика унификации. Синтаксический анализатор PC-PATR (учебное пособие). М.: Спутник, 2003. — 24 с.
- Лютикова Е. А., Татевосов С. Г., Иванов М. Ю., Пазельская А. Г., Шлуинский А. Б. Структура события и семантика глагола в карачаево-балкарском языке. М.: ИМЛИ РАН, 2006. — 464 с.
- Акциональность в лексике и грамматике. Глагол и структура события. М.: Языки славянских культур, 2015. — 346 с. ISBN 978-5-9905762-5-2
- Глагольные классы и типология акциональности. М.: Языки славянских культур, 2016. — 554с. ISBN 978-5-94457-238-7 (На сайте РФФИ)

### Труды под редакцией
- Элементы татарского языка в типологическом освещении. Мишарский диалект. / Ред. Татевосов С. Г., Пазельская А. Г., Сулейманов Д. Ш. М.: Буки Веди, 2017.
- Donum semanticum: Opera linguistica et logica in honorem Barbarae Partee a discipulis amicisque Rossicis oblata. / Ed. by Peter Arkadiev, Ivan Kapitonov, Yury Lander, Ekaterina Rakhilina & Sergey Tatevosov. Moscow: LRC Publishers, 2015.
- Язык. Константы. Переменные. Памяти Александра Евгеньевича Кибрика. / Ред. Фёдорова О. В., Лютикова Е. А., Даниэль М. А., Плунгян В. А., Татевосов С. Г. СПб.: Алетейя, 2014.
- Тубаларские этюды. / Ред. Татевосов С. Г. М.: ИМЛИ РАН, 2009. ISBN 978-5-9208-0350-4
- Investigations into Altaic Formal Linguistics: Proceedings of WAFL 3. / Ed. by Tatevosov S. Moscow: MSU Press, 2009.
- Корпусные исследования по русской грамматике. / Ред. Киселёва К. Л., Плунгян В. А., Рахилина Е. А., Татевосов С. Г. M.: Пробел, 2009.
- Исследования по глагольной деривации. / Ред. Плунгян В. А., Татевосов С. Г. M.: Языки славянских культур, 2008.
- Мишарский диалект татарского языка. Очерки по синтаксису и семантике. / Татевосов С. Г., Лютикова Е. А., Казенин К. И., Соловьёв В. Д. Kазань: Магариф, 2007.
- Багвалинский язык. Грамматика. Тексты. Словари. / Ред. Кибрик А. Е., Казенин К. И., Лютикова Е. А., Татевосов С. Г. М.: Наследие, 2001.